# Атомік Ацтекс
Атомік Ацтекс (англ. Atomik Aztex) — роман в жанрі альтернативної історії Сесшу Фостера 2005 року. Роман поєднує в собі елементи фантастики, альтернативної історії, постколоніальної літератури та метафантастики. У розповіді йдеться про взаємопов'язані альтернативні часові рамки, одна з яких відбувається в реальності, де імперія ацтеків перемогла іспанців, а потім завоювала Європу.

## Короткий зміст сюжету
Зензонтлі — ацтекський воїн із часів, коли ацтеки завоювали Європу та правили північноамериканською імперією. У цьому всесвіті він торгує європейськими рабами, яких ритуально приносять у жертву. Одного разу Зензонтлі та інших воїнів відправляють до альтернативного всесвіту, де вони мають перемогти нацистів у битві під Сталінградом у часовій шкалі, де європейці перемогли ацтеків.
Тим часом Зензонтлі та інші переживають видіння нашого всесвіту, де іспанці підкорили корінні народи Америки. У цьому всесвіті вони — нелегальні мексиканські іммігранти, які працюють на м'ясокомбінаті. Зензонтлі вважає, що його робота забійника схожа на роль жертвоприношення у його власному всесвіті. Інші версії Зензонтлі з'являються в інших часових лініях, і всі вони пов'язані між собою.

## Структура і тематика
Роман перемикається між кількома часовими шкалами в оточенні, де існує багато всесвітів у «всесвіті, що постійно розширюється». Наратив використовує постколоніальний підхід до часу, встановлюючи постквантову космологію, у якій час є круговим. Фостер описує функцію циклічного часу в цих всесвітах як «реальність 78 об/хв». Це навіяно ацтекською концепцією циклічного часу.
Це твір історіографічної метафікції. Роман написаний у постмодерністському стилі, з альтернативним написанням та сленгом. Різноманітні часові шкали виражені незв'язано, відображаючи як психічний стан Зензонтлі, так і одночасний характер подій у всесвітах.
Його розповідь досліджує сучасні проблеми економічної та расової нерівності в сучасних міських громадах. Визначність людських жертвоприношень та інших форм інституціоналізованого насильства у всесвіті ацтеків використовується для відображення та критики насильства, яке існує в нашому суспільстві. Вторинна хронологія роману, яка розгортається в сучасній Каліфорнії, пронизана нерівністю та насильством. Головною темою роману є цивілізація та нелюдськість колонізації та таких подій, як іспанське завоювання Нового Світу та Голокост.

## Рецепція
Книгу похвалили за те, що вона описує альтернативні реальності, але дехто розкритикував її заплутаний і постмодерністський стиль написання.